# イギリス手話語族
イギリス手話語族（BANZSL、or British, Australian and New Zealand Sign Language）は、イギリス手話、オーストラリア手話、ニュージーランド手話などが含まれる手話の語族である。19世紀にイギリスで使われていた手話に起源を持つ。アメリカ手話とは系統が異なる。
イギリス手話とオーストラリア手話、ニュージランド手話の間では82%の手話語彙が同じであり、そのうちの98%が同源である。
en:Henri Wittmann (1991)によると、スウェーデン手話およびそこから派生したポルトガル手話やフィンランド手話も含まれるとされるが、スウェーデン手話の起源はよく分かっていないのも事実である。

## 参考
- Johnston, T. (2002). BSL, Auslan and NZSL: Three signed languages or one?  In A. Baker, B. van den Bogaerde & O. Crasborn (Eds.), "Cross-linguistic perspectives in sign language research: Selected papers from TISLR 2000" (pp. 47–69). Hamburg: Signum Verlag.

- McKee, D. & G. Kennedy  (2000). Lexical Comparison of Signs from American, Australian, British, and New Zealand Sign Languages. In K. Emmorey and H. Lane (Eds), "The signs of language revisited: an anthology to honor Ursula Bellugi and Edward Klima". Lawrence Erlbaum Associates, Inc.